# Halsnøy
Halsnøy ou Halsnøya, est une île dans le landskap Sunnhordland du comté de Vestland. Elle appartient administrativement à Kvinnherad.

## Géographie
Rocheuse et couverte d'une légère végétation, elle s'étend sur environ 8,7 km de longueur pour une largeur approximative de 7,2 km. Elle se situe entre le Hardangerfjord et le Skånevikfjorden (en) et compte environ 2 300 habitants (2008). C'est ainsi l'île la plus peuplée de la municipalité de Kvinnherad. Avant 2008, c'était l'île la plus peuplée de Norvège sans connexion directe à la terre, mais le tunnel d'Halsnøy a ouvert cette année-là, la reliant finalement au continent par la route. Il existe une liaison régulière par ferry entre le sud de Halsnøy et les îles voisines de Fjeldbergøy et Borgundøy, situés juste au sud de Halsnøy.

## Histoire

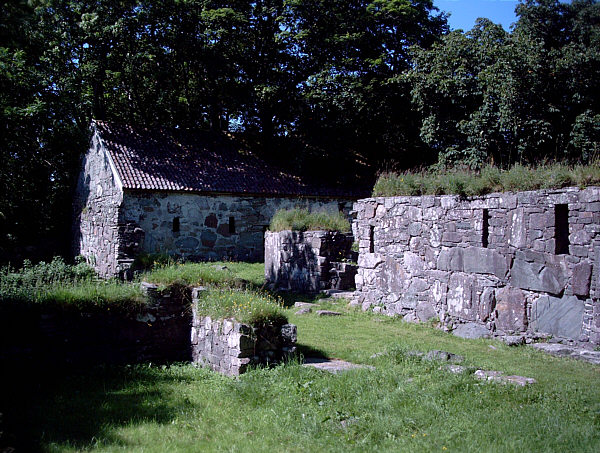
Ruines de l'abbaye

L'île était le site de l'abbaye de Halsnøy qui a fermé ses portes en 1536 et était autrefois l'un des monastères les plus riches de Norvège. Aujourd'hui, c'est une attraction touristique très populaire. En 1896, l'un des plus anciens bateaux récupérés en Norvège a été retrouvé dans la baie de Toftevåg, au nord de l'île. Il a été reconstruit à grande échelle en 2006 et un monument a été érigé à l'emplacement de la récupération.
Halsnøy est généralement divisée en deux zones non officielles par ses habitants : utøyo (l'île extérieure) et innøyo (l'île intérieure). Le district de l'île extérieure se compose des villages de Sæbøvik (en) et d'Eidsvik, situés sur la partie nord-ouest étroite de l'île. Le district de l'île intérieure est généralement considéré comme la zone du village de Høylandsbygd (en) et la partie sud-est plus grande, plus rurale et accidentée de l'île. Høylandsbygd est l'une des capitales maritimes de l'ouest de la Norvège.